# Шестото клеймо
Шестото клеймо (в оригинал: „Angels and Demons“ – в буквален превод: ангели и демони) е книга от американския писател Дан Браун. В книгата се разказва за древно братство, съставено от видни учени, обединили се срещу догматичните норми на Църквата – (Илюминатите), което „възкръсва“ след близо 400 години. Целта на братството е да разруши град Ватикана с помощта на антиматерия (позоваването на познания от областта на физиката са повече от съмнителни). Действието се развива в люлката на католическата църква – Ватикана.
В книгата за пръв път се появява героят на Дан Браун, Робърт Лангдън. Шестото клеймо се смята за първия роман, в който са включени амбиграми.
През 2009 по книгата излиза филм – „Ангели и демони“.

## Главни герои
Робърт Лангдън – професор по религиозна символика в Харвардския университет. Публикувал научен труд за илюминатите.
Витория Ветра – млада биоложка и физичка, чийто баща е жестоко убит от тайна организация, наричаща себе си Илюминати. Осиновена е от Леонардо Ветра.
Максимилиан Кьолер – директор на научния център ЦЕРН.
Леонардо Ветра – физик и свещеник. Той заедно с дъщеря си Витория открива свръхмощното вещество антиматерия. Първата жертва на заговора на Илюминатите срещу религията и Ватикана.
Командир Оливети – главен началник на швейцарската гвардия, охраняваща Ватикана.
Капитан Роше – командир от швейцарксата гвардия. В подчинение на Оливети.
Карло Вентреска – шамбелан (пръв помощник на папата) във Ватикана. След смъртта на светия отец Вентреска става заместник на папата до избирането на нов такъв. Отговаря за церемониите около конклава.
Кардинал Мортати – избран да ръководи Конклава (процеса на избирането на нов Папа).
Хашишинът – убиец, наследник на древно братство, в подчинение на илюминатите.
Янус – тайнственият господар на Хашишинът.
Лейтенант Шартран